# La Peau de chagrin (téléfilm, 1980)
Pour plus de détails, voir Fiche technique et Distribution.
Pour les articles homonymes, voir La Peau de chagrin (homonymie).
La Peau de chagrin est un téléfilm français réalisé par Michel Favart, scénarisé par Armand Lanoux et diffusé le 29 décembre 1980 sur Antenne 2. Il s'agit d'une adaptation du roman homonyne de Honoré de Balzac, publié en 1831. Il existe de nombreuses adaptations cinématographiques, musicales et chorégraphiques. Mais c'est la première fois que le roman est adapté à la télévision. Un accord a été passé avec Antenne 2 afin que le téléfilm soit diffusé en une seule séance plutôt que deux. 
Le thème central de l'oeuvre résulte du conflit entre le désir et la longévité auquel le protagoniste est confronté. Faut-il satisfaire tous ses désirs pour être heureux ?    

## Synopsis
Paris, octobre 1830, en pleine monarchie de Juillet. Le marquis Raphaël de Valentin perd ses derniers sous aux jeux. Ruiné, le suicide semble être sa seule échappatoire. Avant de commettre l’irréparable, il rentre par hasard chez un antiquaire qui lui propose une mystérieuse peau de bête ayant le pouvoir d'exaucer tous les désirs de son propriétaire. Mais le vieil homme le met en garde : à chaque vœu prononcé, la peau rétrécira, tout comme se raccourcira l’espérance de vie du jeune homme. Raphaël de Valentin se retrouve rapidement pris dans une spirale infernale : grâce au don de l'antiquaire, il devient richissime mais faiblit de jour en jour. Prisonnier de la peau, il cherchera finalement à s’en débarrasser mais sans succès.  
Cette adaptation due à Armand Lanoux restitue fidèlement la dimension fantastique et symbolique de l'œuvre de Balzac, proche du Faust de Goethe. Après avoir achevé l'adaptation et les dialogues, le scénariste a déclaré qu'il s'agissait d' "un magnifique exercice de télévision et de littérature" . La mise en images de Michel Favart, alternant les scènes en studio et les scènes en décors naturels, souligne le pourrissement intime dont souffre le héros, l'entraînant inexorablement vers la décadence et l'agonie.

## Diffuseur
La peau de chagrin est diffusée en 1980 sur Antenne 2, la deuxième chaîne française. 

## Fiche technique
- Titre : La Peau de chagrin
- Réalisateur : Michel Favart
- Scénario : Armand Lanoux, d’après Honoré de Balzac
- Musique  : Jean-Yves Bosseur
- Directeur de la photo : Bernard Dumont
- Décorateur : Claude Lenoir
- Costumier : Pierre Cadot
- Genre : drame, fantastique
- Production : Antenne 2
- Pays :  France
- Durée : 2 h 20
- Diffusion : 29 décembre 1980 à 20h35 sur Antenne 2

## Distribution

### Acteurs principaux
- Marc Delsaert : Raphaël de Valentin
- Catriona MacColl : Comtesse Fœdora
- Anne Caudry : Pauline Gaudin de Witschnau
- Richard Fontana : Horace Bianchon
- Jean-Marie Galey : Rastignac

### Acteurs secondaires
- Alain Cuny : l’antiquaire
- Jean-Claude Durand : Émile Blondet
- Raymond Jourdan : Jean-Frédéric Taillefer
- Nadia Barentin : Madame Vauquer
- Benoît Régent : Jean-Jacques Bixiou
- Fred Personne : Cameristus
- Jean-Marie Proslier : Brisset
- Jean Antonilos : le professeur Laurille
- Jean-Pierre Hercé : le vagabond

À noter également, la courte apparition d'un Jean-Hugues Anglade alors en tout début de carrière.

## Anecdotes
Pour la séquence de l'Opéra et la représentation de la Symphonie fantastique d'Hector Berlioz, les consignes originales de mise en scène du grand compositeur furent respectées. La reconstitution est donc particulièrement soignée : un programme explicatif a été distribué à l'entrée de la salle, les musiciens sont cachés derrière un rideau… Même la réaction des personnages composant le public reflète l'accueil qui fut celui de cet opéra atypique et révolutionnaire en son temps. Ce choix de séquence est astucieux. En effet, la première représentation de La Symphonie fantastique est contemporaine de la première édition du roman de Balzac (bien que celui-ci ne cite pas directement cette œuvre dans son roman). De plus, on retrouve chez Berlioz et chez Balzac l'influence du Faust de Goethe, ainsi que le thème de l'artiste tourmenté, déchiré entre son œuvre et la passion amoureuse, qui vit une expérience où la réalité et le fantastique s'entremêlent inextricablement.
En deux semaines, TF1 et Antenne 2 ont proposé chacun une adaptation d'un roman de Balzac, comme si une rivalité était présente entre les deux chaînes.
Dans le rôle de la comtesse Fœdora, on retrouve Catriona MacColl, actrice bien connue des fans de Lucio Fulci et de Plus belle la vie, où elle interprète le rôle de Anne Bocara dans la saison 2.
Nombre des comédiens secondaires de ce téléfilm ont collaboré avec Antoine Vitez. C'est le cas de Dominique Valadié, Benoît Régent, Jean-Claude Durand, Richard Fontana, Marc Delsaert et Jean-Hugues Anglade.

## Réception
Dans un article du journal Le Monde datant du 31 décembre 1980, « Raphaël ou le désenchantement », Colette Godard parle du téléfilm. « (...) Le ton, les décors, les couleurs, tout est soigneusement artificiel, soigneusement choisi, assemblé. Mais il y a l'acuité, la sensibilité - et la distance - des regards contemporains qui nous rapprochent de l'aventure. Les auteurs auraient pu prendre position, provoquer une réponse. Ils ont préféré nous laisser seuls avec ces reflets, ces apparences, avec ces ombres fluides, qui semblent dire "Chercher en vous, personne n'est à l'abri." C'est la limite, mais c'est aussi le charme.»
Dans son article « Balzac bien servi », paru dans le journal L'Humanité du 30 décembre, Jean Barenat salue l'adaptation d'Armand Lanoux, qu'il qualifie d'intelligente et dont il trouve la fidélité remarquable. Il met aussi en lumière l'humilité et l'audace dont a fait preuve Michel Favart pour donner vie à cette adaptation.

## DVD
Fin 2012, INA éditions a édité ce film dans sa collection « Les inédits fantastiques », en même temps que La Métamorphose de Jean-Daniel Verhaeghe d'après Franz Kafka et un coffret Henry James regroupant La Redevance du fantôme de Robert Enrico, Le Tour d'écrou de Raymond Rouleau, De Grey de Claude Chabrol et Un jeune homme rebelle de Paul Seban.